# Нідерглатт (Цюрих)
Нідерглатт (нім. Niederglatt ZH) — громада  в Швейцарії в кантоні Цюрих, округ Дільсдорф.

## Географія
Громада розташована на відстані близько 100 км на північний схід від Берна, 14 км на північ від Цюриха.
Нідерглатт має площу 3,6 км², з яких на 33,5% дозволяється будівництво (житлове та будівництво доріг), 54,8% використовуються в сільськогосподарських цілях, 7,8% зайнято лісами, 3,9% не є продуктивними (річки, льодовики або гори).

## Демографія
2019 року в громаді мешкало 4993 особи (+8,9% порівняно з 2010 роком), іноземців було 26,1%. Густота населення становила 1387 осіб/км².
За віковим діапазоном населення розподілялося таким чином: 20,7% — особи молодші 20 років, 63,7% — особи у віці 20—64 років, 15,6% — особи у віці 65 років та старші. Було 2103 помешкань (у середньому 2,3 особи в помешканні).
Із загальної кількості 1398 працюючих 34 було зайнятих в первинному секторі, 349 — в обробній промисловості, 1015 — в галузі послуг.